# Manuel González
Manuel del Refugio Martínez González Flores (Matamoros, Tamaulipas, 17 de junho de 1833 - Chapingo, Estado do México, 8 de maio de 1893), foi um militar e político mexicano, tendo sido presidente do México de 1880 a 1884.

## Biografia
Alistou-se no exército em 1851 e continuou na carreira militar chegando a tenente em 1855, sempre nas fileiras do exército de Antonio López de Santa Anna. Inicialmente conservador, toma parte no plano de Ayutla. Durante a segunda intervenção francesa, oferece os seus serviços a Benito Juárez, abandonando a facção conservadora do México, e serve sob as ordens de Porfírio Díaz durante este conflito. Restaurada a república por Benito Juárez, é nomeado comandante da guarnição militar da capital.
Depois de ser eleito deputado federal por Oaxaca, renuncia a este cargo para juntar-se a Porfírio Díaz nos levantamentos de la Noria e de Tuxtepec. Após o derrube de Lerdo de Tejada é durante algum tempo comandante de uma região militar do país, até ser candidato à presidência. Homem de confiança de Díaz, é eleito presidente em 1880, nomeando Díaz para o cargo de secretário do Fomento.
Durante o seu mandato deu-se um grande impulso na construção de vias férreas no México e foi instalada a primeira ligação submarina com os Estados Unidos, a partir de Veracruz, ligando assim o México ao resto do mundo. Por decreto por ele firmado, a partir de janeiro de 1884, o México adotou o sistema métrico de unidades.
Cumprido o seu mandato, entrega o poder a Porfírio Díaz, eleito pela segunda vez, e é declarado governador de Guanajuato cargo que ocupará até à sua morte.